# Sonata para piano n.º 3 (Beethoven)
A terceira sonata de Beethoven também é dedicada a Haydn, e também tem quatro movimentos. Essa sonata - a última do Opus 2 é em dó maior.
O primeiro movimento começa com o motivo principal e já de cara assusta o pianista. O primeiro motivo da obra (as terças em semicolcheias) dá muito trabalho para sair direito. Muitos tocam com as duas mãos, mas esse motivo deve ser tocado com a direita. Enfim, depois dele, Beethoven cria uma atmosfera bem energética, com oitavas quebradas em fortíssimo. Os [temas] são bem separados, e têm características bem diferentes. O primeiro, enérgico, rítmico e vibrante. O segundo, lírico e expressivo. As oitavas quebradas são uma constante nesse movimento, o que requer uma boa resistência por parte do pianista.
No desenvolvimento, os trinados e acordes quebrados aparecem a toda hora, criando uma progressão harmônica interessante. Depois da recapitulação, Beethoven coloca uma mini-cadência antes de acabar o movimento. Nessa cadência, o carater é improvisatório. A cadência termina no motivo inicial mais uma vez - como se fosse uma segunda recapitulação, já saindo um pouco da forma tradicional, mesmo que só por um tempinho. O movimento acaba decisivamente em oitavas quebradas em fortíssimo e dois acordes decisivos. Os acentos estão presentes em todas as partes do movimento (assim como nas sonatas anteriores).

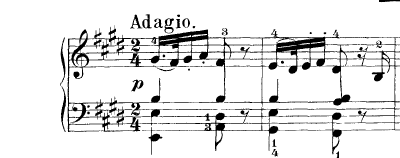
Adagio: Segundo movimento.

Beethoven compôs o segundo movimento em uma tonalidade fora dos padrões esperados - Numa sonata em Dó maior, o segundo movimento é em Mi maior! - atingindo um contraste interessante.
Nesse segundo movimento, Beethoven coloca em prática seu talento pela melodia e progressão harmônica. A técnica de "três mãos" aparece aqui nesse movimento. O pianista deve cruzar as mãos para obter o efeito de baixo, melodia e acompanhamento ao mesmo tempo. E tudo isso numa atmosfera bem delicada e calma. A expressividade desse movimento traduz uma das mais belas páginas da primeira fase de Beethoven.

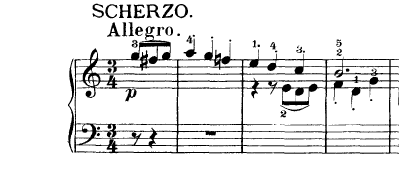
Scherzo (Allegro): Terceiro movimento.

O terceiro movimento é, de novo, um Scherzo. Uma polifonia alegre cria um scherzo energético. O motivo de três colcheias aparece ao longo do movimento, que termina com um salto de oitava  O trio passa rápido como um trem. Os acordes quebrados em forma de arpejo subindo e descendo criam uma atmosfera instável e sempre em movimento. A dificuldade aparece no final, com um arpejo descendente que não dá margem a rubatos ou "perdas de tempo." O interprete pode escolher tocá-lo bem fluido (com pedal) ou bem claro, (sem pedal). Qualquer que seja a escolha, o caráter deve ser mantido. A CODA desse terceiro movimento desfaz a energia acumulada no Scherzo e prepara de certo modo a entrada do Rondo final.

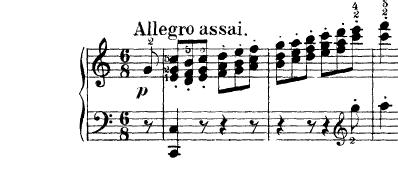
Allegro assai: Quarto movimento.

O quarto movimento vem em forma de um rondó. Com a característica principal sendo a leveza e flexibilidade de pulso para tocar os acordes ascendentes do tema. O movimento apresenta saltos, oitavas, arpejos, escalas rapidissimas, etc - enfim tudo o que for possível para desafiar a técnica do pianista. No final, Beethoven apresenta um de seus longos trinados (o que seria uma marca registrada das últimas sonatas).O movimento tem vários "finais" em hesitação, que se perdem em pausas com fermatas antes do final verdadeiro - energético em fortíssimo.
Fechando o ciclo de três sonatas Op.2, Beethoven parte da zona de conforto e tradicionalismo de Haydn e Mozart e embarca numa jornada que o levaria a reinventar a forma-sonata.